# 秦仲达
秦仲达（1923年—2021年3月23日），曾名秦有斋，山东荣成人和镇人，中华人民共和国政治人物、中华人民共和国化学工业部部长。
1942年，秦仲达加入山东军区部队，在胶东军区后勤部工业研究室等工作并研制火药。1946年，调往大连，历任至大连化工厂厂长、东北化工局副局长。1956年，进入中华人民共和国化学工业部，担任基建司副司长、设备司副司长等职位。1978年，他历任化学工业部副部长。1982年，升任部长。1993年，当选为第八届全国人大常委会委员等职。